# Proyecto SHAMROCK
El Proyecto SHAMROCK, considerado el proyecto hermano del Proyecto MINARET, era un programa de espionaje que comenzó en agosto de 1945 y que consistía en la acumulación de todos los datos telegráficos que entraban o salían de los Estados Unidos. La AFSA y su sucesor la NSA tenían acceso directo a copias diarias de todo el tráfico a través de las tres principales compañías estadounidenses de cable: Western Union, RCA e ITT. La NSA hacía la interceptación operaciónal y, si se encontraba que era de interés para otras agencias, (ej FBI, CIA, BNDD o el Departamento de Defensa de los Estados Unidos), el material se les suministraba.
Ningún tribunal autorizó la operación y por tanto no tenía garantías.
En mayo de 1975 críticos del Congreso empezaron a investigar y expusieron el programa (Comité Church). Como resultado el director de la NSA terminó con el mismo.